# Joey Baron
Bernard Joseph Baron (Richmond, 26 giugno 1955) è un batterista statunitense.

## Biografia
Nel corso della sua carriera ha collaborato con Bill Frisell, Stan Getz, John Zorn, David Bowie, Tony Bennett, Carmen McRae, Laurie Anderson, John Scofield, Toshiko Akiyoshi, Al Jarreau, Michael Jackson, Jim Hall, Dizzy Gillespie, Art Pepper, John Abercrombie, Pat Martino, Enrico Pieranunzi, Eliane Elias e altri.
Ha fatto parte dei Masada e dei Naked City.

## Discografia da leader
- 1992 - Tongue in Groove
- 1992 - RAIsed Pleasuredot
- 1995 - Crackshot
- 1997 - Down Home
- 1999 - We'll Soon Find Out
- 2001 - Beyond
- 2010 - Venice, dal vivo

## Collaborazioni
Con John Abercrombie
- 2000 - Cat 'n' Mouse (ECM)
- 2003 - Class Trip (ECM)
- 2006 - The Third Quartet (ECM)
- 2008 - Wait Till You See Her (ECM)
- 2012 - Within a Song (ECM)
- 2013 - 39 Steps (ECM)
- 2017 - Up and Coming (ECM)

Con Mimmo Locasciulli
- 2009 - Idra

Con Toshiko Akiyoshi
- 1980 - Tuttie Flutie (Discomate)
- 1982 - European Memoirs (Victor)
- 1983 - Toshiko Akiyoshi Trio (Eastworld)

Con Laurie Anderson
- Strange Angels (Warner Bros., 1989)
- Bright Red (Warner Bros., 1994)
- The Ugly One with the Jewels (Warner Bros., 1995)
- Life on a String (Elektra Nonesuch, 2001)

Con Tim Berne
- Miniature (JMT, 1988)
- Tim Berne's Fractured Fairy Tales (JMT, 1989)
- I Can't Put My Finger on It (JMT, 1991)
- Diminutive Mysteries (Mostly Hemphill) (JMT, 1993)

Con David Bowie
- 1.Outside (Arista/BMG, 1995)

Con Jakob Bro
- Streams (ECM, 2016)

Con Uri Caine
- Urlicht / Primal Light (Winter & Winter, 1997)

Con James Carter
- Chasin' the Gypsy (Atlantic, 2000)
- Heaven on Earth (Half Note, 2009)

Con Anthony Coleman
- Sephardic Tinge (Tzadik, 1995)

Con Dave Douglas
- In Our Lifetime (New World, 1994)
- Stargazer (Arabesque, 1996)
- Soul on Soul (RCA, 2000)
- Freak In (RCA Bluebird, 2003)

Con Mark Feldman
- Secrets (Tzadik, 2009)

Con Bill Frisell
- Lookout for Hope (ECM, 1988)
- Before We Were Born (Elektra/Musician, 1989)
- Is That You? (Elektra Nonesuch, 1990)
- Where in the World? (Elektra Nonesuch, 1991)
- Have a Little Faith (Elektra Nonesuch, 1992)
- This Land (Elektra Nonesuch, 1993)
- Go West: Music for the Films of Buster Keaton (Elektra Nonesuch, 1995)
- The High Sign/One Week (Elektra Nonesuch, 1995)
- Live (Gramavision, 1995)

Con Fred Frith
- Allies (RecRec, 1996)

Con Richard Galliano
- Laurita (Dreyfus, 1999)

Con Jim Hall
- These Rooms (Denon, 1988)
- Hemispheres (ArtistShare, 2008) with Bill Frisell
- Conversations (ArtistShare, 2009)

Con Fred Hersch
- Sarabande (Sunnyside, 1987)

Con Haino Keiji
- An Unclear Trial: More Than This (Avant, 1998)

Con Marc Johnson
- The Sound of Summer Running (Verve, 1998)
- Shades of Jade (ECM, 2005)
- Swept Away (ECM, 2012)

Con Lee Konitz
- Sound of Surprise (RCA Victor, 1999)

Con Steve Kuhn
- Remembering Tomorrow (ECM, 1995)
- Mostly Coltrane (ECM, 2008)
- Wisteria (ECM, 2012) with Steve Swallow

Con Joe Lovano
- Flights of Fancy: Trio Fascination Edition Two (Blue Note 2000)
- Sound Prints (Blue Note, 2013 [2015])

Con Pat Martino
- The Return (Muse, 1987)

Con Carmen McRae
- Live at Ronnie Scott's (Pye, 1977)
- At the Great American Music Hall (Blue Note, 1977)

Con Gary Peacock
- Tangents (ECM, 2017)
- Now This (ECM, 2015)

Con Enrico Pieranunzi
- New Lands (Timeless, 1984)
- Deep Down (Soul Note, 1986)
- Play Morricone (CAM Jazz, 2001)
- Current Conditions (CAM Jazz, 2003)
- Play Morricone 2 (CAM Jazz, 2003)
- Ballads (CAM Jazz, 2006)
- Live in Japan (CAM Jazz, 2007)
- As Never Before (CAM Jazz, 2008)

Con Hank Roberts
- Black Pastels (JMT, 1988)

Con Herb Robertson
- Transparency (album)|Transparency (JMT, 1985)
- X-Cerpts: Live at Willisau (JMT, 1987)
- Shades of Bud Powell (JMT, 1988)

Con John Scofield
- Grace Under Pressure (Blue Note, 1992)

Con Julian Siegel
- Live at the Vortex (Basho Records, 2008)

Con John Taylor
- Rosslyn (ECM, 2003)

Con Toots Thielemans
- Only Trust Your Heart (Concord, 1988)
- Do Not Leave Me (Stash, 1989)

Con Roseanna Vitro
- The Time of My Life: Roseanna Vitro Sings the Songs of Steve Allen (Sea Breeze, 1999; recorded 1986)

Con John Zorn
- The Big Gundown (I-, 1985)
- Spy vs Spy (Elektra/Musician, 1989)
- Naked City (Elektra Nonesuch, 1989) - Naked City
- Torture Garden (Shimmy Disc, 1990) - Naked City
- Grand Guignol (Avant, 1992) - Naked City
- Heretic (Avant, 1992) - Naked City
- Leng Tch'e (Toy's Factory, 1992) - Naked City
- Radio (Avant, 1993) - Naked City
- Absinthe (Avant, 1993) - Naked City
- Masada: Alef (DIW, 1994) - Masada
- Masada: Beit (DIW, 1994) - Masada
- Masada: Gimel (DIW, 1994) - Masada
- Masada: Dalet (DIW, 1995) - Masada
- Masada: Hei (DIW, 1995) - Masada
- Masada: Vav (DIW, 1995) - Masada
- Filmworks III: 1990–1995 (Toys Factory, 1996)
- Masada: Zayin (DIW, 1996) - Masada
- Masada: Het (DIW, 1997) - Masada
- Masada: Tet (DIW, 1997) - Masada
- Masada: Yod (DIW, 1997) - Masada
- Filmworks IV: S&M + More (Tzadik, 1997)
- New Traditions in East Asian Bar Bands (Tzadik, 1997)
- The Circle Maker (Tzadik, 1997)
- Black Box (Tzadik, 1997) - Naked City
- Taboo & Exile (Tzadik, 1999)
- Live in Jerusalem 1994 (Tzadik, 1999) - Masada
- Live in Taipei 1995 (Tzadik, 1999) - Masada
- Live in Middelheim 1999 (Tzadik, 1999) - Masada
- Live in Sevilla 2000 (Tzadik, 2000)
- The Gift (Tzadik, 2001)
- Live at Tonic 2001 (Tzadik, 2001) - Masada
- Naked City Live, Vol. 1: The Knitting Factory 1989 (Tzadik, 2002) - Naked City
- First Live 1993 (Tzadik, 2002) - Masada
- 50th Birthday Celebration Volume 4 (Tzadik, 2004) - Electric Masada
- 50th Birthday Celebration Volume 7 (Tzadik, 2004) - Masada
- Naked City: The Complete Studio Recordings (Tzadik, 2005) - Naked City
- Electric Masada: At the Mountains of Madness (Tzadik, 2005) - Electric Masada
- 50th Birthday Celebration Volume 11 (Tzadik, 2005) - Bar Kokhba Sextet
- Sanhedrin 1994–1997 (Tzadik, 2005) - Masada
- Moonchild: Songs Without Words (Tzadik, 2005) - Moonchild Trio
- Astronome (Tzadik, 2006) - Moonchild Trio
- Six Litanies for Heliogabalus (Tzadik, 2007) - Moonchild Trio
- The Crucible (Tzadik, 2008) - Moonchild Trio
- Lucifer: Book of Angels Volume 10 (Tzadik, 2008) - Bar Kokhba Sextet
- The Dreamers (Tzadik, 2008) - The Dreamers
- Stolas: Book of Angels Volume 12 (Tzadik, 2009) - Masada Quintet
- O'o (Tzadik, 2009) - The Dreamers
- Ipsissimus (Tzadik, 2010) - Moonchild
- Ipos: Book of Angels Volume 14 (Tzadik, 2010) - The Dreamers
- Nova Express (Tzadik, 2011) - the Nova Quartet
- At the Gates of Paradise (Tzadik, 2011)
- A Dreamers Christmas (Tzadik, 2011) - The Dreamers
- Templars: In Sacred Blood (Tzadik, 2012) - Moonchild
- A Vision in Blakelight (Tzadik, 2012)
- The Concealed (Tzadik, 2012)
- Dreamachines (Tzadik, 2013) - the Nova Quartet
- The Last Judgement (Tzadik, 2014) - Moonchild
- On Leaves of Grass (Tzadik, 2014) - the Nova Quartet
- Pellucidar: A Dreamers Fantabula (Tzadik, 2015) - The Dreamers
- Andras: The Book Of Angels Volume 28 (Tzadik, 2016) - Nova Express Quintet

## Filmografia
- Step Across the Border (RecRec, 1990) con Fred Frith
- Masada Live at Tonic 1999 (Tzadik, 2004) con i Masada
- A Bookshelf on Top of the Sky: 12 Stories About John Zorn (Tzadik, 2004) con i Masada
- Bill Frisell: A Portrait (Emma Franz Films, 2017)